# Tocarianos
Os tocarianos ou tocários eram falantes das línguas tocarianas, línguas indo-europeias conhecidas por cerca de 7.600 documentos de cerca de 400 a 1.200 d.C., encontradas no extremo norte da Bacia do Tarim (atual Xinjiang, China). O nome "tocariano" foi dado a essas línguas no início do século XX por estudiosos que identificaram seus falantes com um povo conhecido nas fontes gregas antigas como Tókharoi (latim Tochari), que habitou a Báctria desde o século II a.C. Esta identificação é geralmente considerada errônea, mas o nome "tocariano" continua sendo o termo mais comum para as línguas e seus falantes. Seu nome étnico real é desconhecido, embora eles possam ter se referido a si mesmos como Agni, Kuči e Krorän, ou Agniya, Kuchiya, conforme se sabe a partir dos textos sânscritos.
As comunidades agrícolas apareceram pela primeira vez nos oásis do norte do Tarim por volta de 2.000 a.C. Alguns estudiosos vincularam essas comunidades à cultura de Afanasievo encontrada anteriormente (c. 3.500–2.500 a.C.) na Sibéria, ao norte do Tarim, ou a cultura do BMAC da Ásia Central. As primeiras múmias do Tarim datam de c. 1.800 a.C., mas não está claro se elas estão ligadas aos tocarianos de dois milênios depois.
Por volta do século II a.C., esses assentamentos haviam se desenvolvido em cidades-estado, ofuscadas pelos povos nômades ao norte e pelos impérios chineses ao leste. Estas cidades, a maior das quais era Cucha, também serviam como estações intermediárias no ramal da Rota da Seda que corria ao longo da borda norte do deserto de Taclamacã.
Durante vários séculos, a bacia do Tarim foi governada pelos Xiongnu, pela dinastia Han, pelo Império Tibetano e pela dinastia Tang. A partir do século VIII, os uigures – falantes de uma língua turca – estabeleceram-se na região e fundaram o Reino de Qocho que governava a Bacia do Tarim. Os povos das cidades-estado de Tarim misturaram-se com os uigures, cuja antiga língua uigur se espalhou pela região. Acredita-se que as línguas tocarianas tenham sido extintas durante o século IX.

## Nomes
Por volta do início do século XX, os arqueólogos recuperaram uma série de manuscritos dos oásis na Bacia do Tarim escritos em duas línguas indo-europeias intimamente relacionadas, mas até então desconhecidas, que eram fáceis de ler porque usavam uma variante próxima da já decifrada escrita indiana médio-brami. Essas línguas foram designadas de forma semelhante por seus vizinhos geográficos:
- Uma obra budista em túrquico antigo (uigur) incluía um cólofon afirmando que o texto havia sido traduzido do sânscrito via toxrï tyly (Tωγry tyly, "A língua dos Togari").[10][9][8]
- Textos maniqueístas em diversas línguas de regiões vizinhas usaram a expressão "a terra dos Quatro Toghar" (Toγar~Toχar, escrito Twγr) para designar a área "de Cucha e Caraxar a Qocho e Beshbalik".[9]

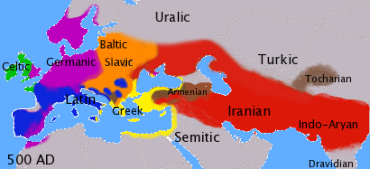
A distribuição geográfica das línguas indo-europeias, com o tocariano no leste.

Friedrich W. K. Müller foi o primeiro a propor uma caracterização para as línguas recém-descobertas. Müller chamou as línguas de "tocárias" (alemão Tocharisch), ligando este toxrï (Tωγry, "Togari") com o etnônimo Tókharoi (em grego clássico: Τόχαροι) aplicado por Estrabão a uma das tribos "citas" "do país do outro lado de Iaxartes" que invadiu o reino greco-bactriano (atual Afeganistão) na segunda metade do século II a.C. Este termo também aparece nas línguas indo-iranianas (sânscrito Tushara/Tukhāra, persa antigo tuxāri-, cotanês ttahvāra), e se tornou a fonte do termo "Tocaristão" geralmente referindo-se à Báctria do primeiro milênio, bem como a província de Takhar, no Afeganistão. Os Tókharoi são frequentemente identificados pelos estudiosos modernos com os iuechis dos relatos históricos chineses, que fundaram o Império Cuchana.
A identificação de Müller tornou-se uma posição minoritária entre os estudiosos quando se descobriu que o povo do Tocaristão (Báctria) falava bactriano, uma língua iraniana oriental, que é bastante distinta das línguas tocarianas. No entanto, "tocariano" permaneceu o termo padrão para as línguas dos manuscritos da Bacia do Tarim e para as pessoas que os produziram. Alguns estudiosos argumentam que os iuechis eram originalmente falantes do tocariano, que mais tarde adotaram a língua bactriana.
O nome de Cucha em tocariano B era Kuśi, com forma adjetiva kuśiññe. A palavra pode ser derivada do protoindo-europeu *keuk "brilhante, branco". A palavra tocariana B akeññe pode ter se referido ao povo de Agni, com uma derivação que significa "fronteiriços, marchadores". Um dos textos em tocariano A tem ārśi-käntwā como um nome para sua própria língua, de modo que ārśi pode ter significado de "agniano", embora "monge" também seja possível.
Os reis tocarianos aparentemente deram a si mesmos o título de Ñäktemts soy (em tocariano B), um equivalente ao título Devaputra ("Filho de Deus") dos cuchanos.

## Línguas

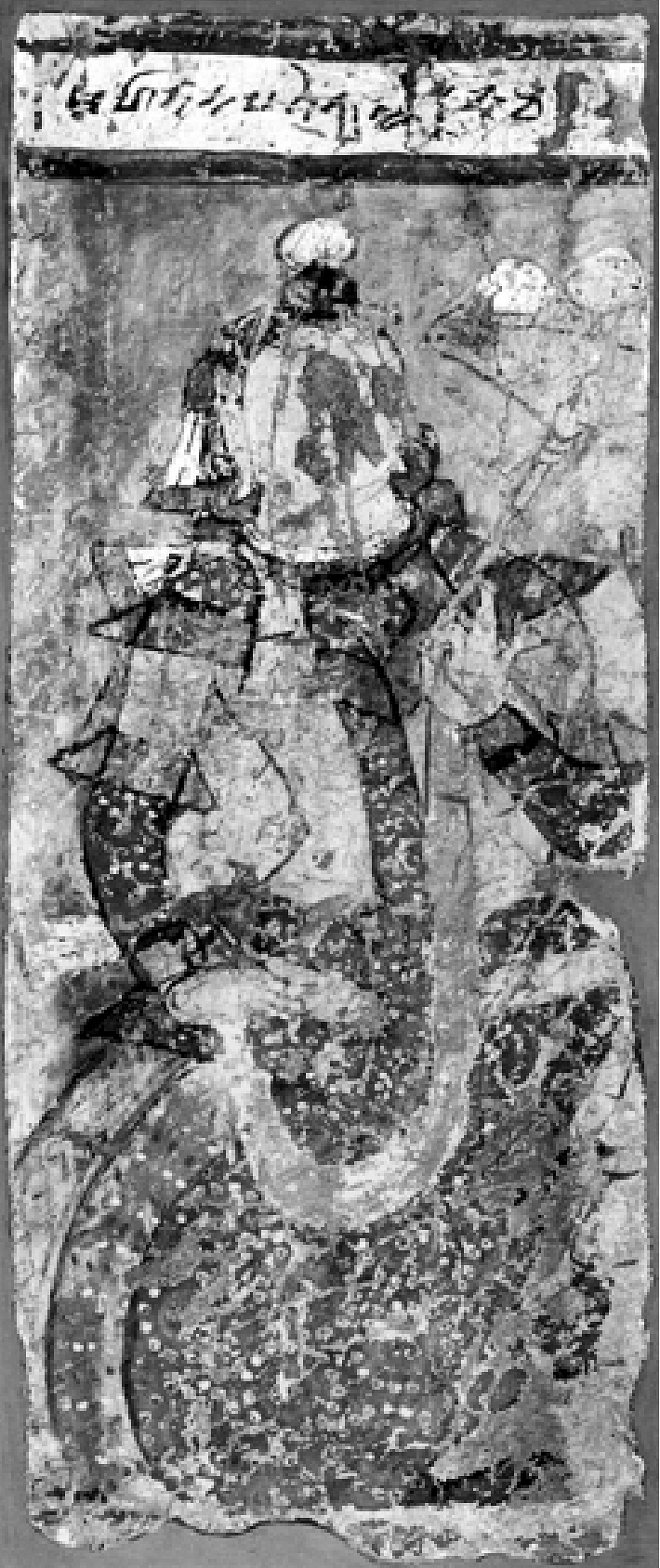
Doadora feminina com legenda em tocariano, Grutas de Kizil.

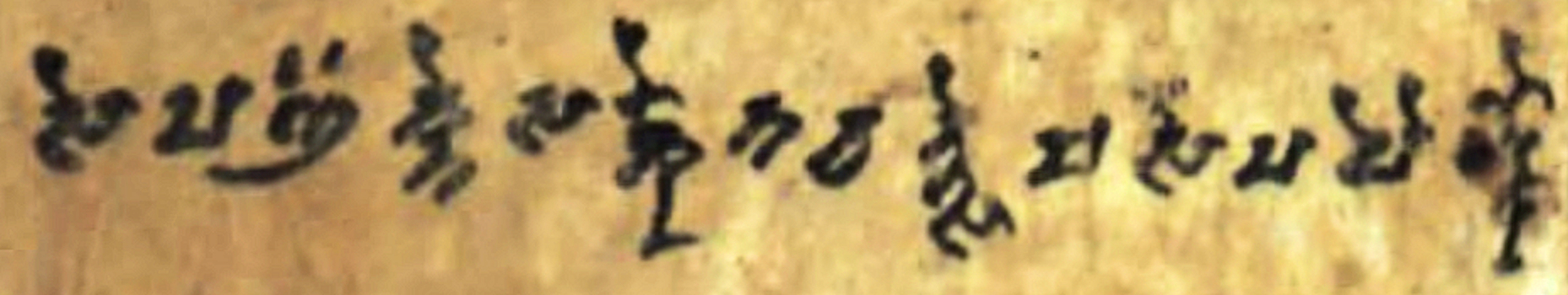
A escrita tocária é muito semelhante à escrita brami indiana do período cuchano, com apenas pequenas variações na caligrafia. Inscrição em língua tocariana: Se pañäkte saṅketavattse ṣarsa papaykau "Este Buda foi pintado pela mão de Sanketava", em uma pintura com carbono datado de entre 245-340.

As línguas tocarianas são conhecidas por volta de 7600 documentos que datam de cerca de 400 a 1200 AD, encontrados em 30 locais na área nordeste de Tarim. Os manuscritos são escritos em duas línguas indo-europeias distintas, mas intimamente relacionadas, convencionalmente conhecidas como tocariano A e tocariano B. São o segundo grupo mais antigo de línguas indo-europeias (após o hitita), e possuem mais semelhanças com línguas europeias do noroeste do que com as indo-iranianas ou balto-eslávicas geograficamente mais próximas.
O tocariano A (agniano ou tocariano oriental) foi encontrado nos oásis do nordeste conhecidos pelos tocarianos como Ārśi, mais tarde Agni (isto é, chinês Yanqi; moderno Karasahr) e Turpan (incluindo Khocho ou Qočo; conhecido em chinês como Gaochang). Cerca de 500 manuscritos foram estudados detalhadamente, principalmente vindos de mosteiros budistas. Muitos autores entendem que isso implica que o tocariano A havia se tornado uma linguagem puramente literária e litúrgica na época dos manuscritos, mas pode ser que os documentos sobreviventes não sejam representativos.
O tocariano B (cucheano ou West Tocharian) foi encontrado em todos os locais do tocariano A e também em vários locais mais a oeste, incluindo Cuchi (mais tarde Cucha). Parece que ainda estava em uso na vida diária naquela época. Mais de 3.200 manuscritos foram estudados em detalhes.
As línguas apresentavam diferenças significativas em fonologia, morfologia e vocabulário, tornando-as mutuamente ininteligíveis "pelo menos tanto quanto as línguas germânicas ou românicas modernas". O tocariano A mostra inovações nas vogais e na inflexão nominal, enquanto o tocariano B apresenta alterações nas consoantes e na inflexão verbal. Muitas das diferenças de vocabulário entre as línguas dizem respeito a conceitos budistas, o que pode sugerir que estavam associadas a diferentes tradições budistas.
As diferenças indicam que elas divergiram de um ancestral comum entre 500 e 1000 anos antes dos primeiros documentos, ou seja, em algum momento do primeiro milênio a.C. O vocabulário indo-europeu comum retido no tocariano inclui palavras para pastoreio, gado, ovelhas, porcos, cães, cavalos, têxteis, agricultura, trigo, ouro, prata e veículos com rodas.
Documentos em prácrito do século III de Krorän, Andir e Niya na borda sudeste da Bacia do Tarim contêm cerca de 100 empréstimos e 1000 nomes próprios que não podem ser atribuídos a uma fonte indiana ou iraniana. Thomas Burrow sugeriu que eles vêm de uma variedade de tocariano, apelidada de tocariano C ou kroräniano, que pode ter sido falada por pelo menos parte da população local. A teoria de Burrow é amplamente aceita, mas as evidências são escassas e inconclusivas, e alguns estudiosos preferem explicações alternativas.

## Origens
A rota pela qual os falantes de línguas indo-europeias chegaram à Bacia do Tarim é incerta. Uma das principais concorrentes é a cultura de Afanasievo, que ocupou a região de Altai ao norte entre 3.300 e 2.500 a.C.

### Cultura Afanasievo
A cultura de Afanásievo resultou de uma ramificação oriental da cultura iamnaia, originalmente baseada na estepe pôntica ao norte das montanhas do Cáucaso. A cultura de Afanásievo (c. 3.500–2.500 a.C.) exibe conexões culturais e genéticas com as culturas associadas ao ramo indo-europeia da estepe da Ásia Central, mas é anterior à cultura de Andronovo especificamente associada ao ramo indo-iraniana (c. 2000–900 AC).
J. P. Mallory e Victor H. Mair argumentaram que a Bacia do Tarim foi colonizada pela primeira vez por falantes do prototocariano de uma ramificação oriental da cultura de Afanásievo, que migrou para o sul e ocupou as bordas norte e leste da bacia. A expansão inicial da cultura iamnaia para o leste, por volta de 3.300 a.C., é suficiente para explicar o isolamento das línguas tocarianas das inovações linguísticas indo-iranianas, como a satemização. Michaël Peyrot argumenta que várias das peculiaridades tipológicas mais marcantes do tocariano estão enraizadas em um contato prolongado de afanasievanos falantes de prototocariano com falantes de um estágio inicial do protosamoiédico no sul da Sibéria. Entre outros, isto pode explicar a fusão de todas as séries de três oclusivas (por exemplo, *t, *d, *dʰ > *t), o que deve ter levado a uma enorme quantidade de homónimos, bem como ao desenvolvimento de um sistema de caso aglutinativo.
Um estudo genético de 2019 de sepultamentos de cerca de 200 a.C. no sítio de Shirenzigou, na extremidade leste de Zungária, encontrou 20-80% de ascendência semelhante à iamnaia, apoiando a hipótese de uma migração de Afanasievo para a Zungária, que fica logo ao norte da Bacia do Tarim.

### Povoamento da bacia do Tarim
O deserto de Taclamacã tem formato aproximadamente oval, cerca de 1.000 km de extensão e 400 km de largura, cercado em três lados por altas montanhas. A parte principal do deserto é arenosa, cercada por um cinturão de deserto de cascalho. O deserto é completamente árido, mas no final da primavera o derretimento das neves das montanhas circundantes alimenta os riachos, que foram alterados pela atividade humana para criar vários oásis com microclimas amenos, apoiando a agricultura intensiva. No extremo norte da bacia, estes oásis ocorrem em pequenos vales antes dos cascalhos. No extremo sul, ocorrem em leques aluviais no limite da zona arenosa. Oásis aluviais isolados também ocorrem nos desertos de cascalho da Depressão de Turpã, a leste de Taclamacã. Por volta de 2000 a.C, esses oásis sustentavam comunidades agrícolas estabelecidas na Idade do Bronze, de sofisticação cada vez maior.
A tecnologia de irrigação necessária foi desenvolvida pela primeira vez durante o III milênio a.C. no Complexo Arqueológico Báctria–Margiana (BMAC) a oeste das montanhas do Pamir, mas não está claro como chegou ao Tarim. As culturas básicas, trigo e cevada, também se originaram no oeste.
Christoph Baumer considera que todas as evidências indicam que os prototocarianos foram os responsáveis pela introdução no século XIII a.C. do conjunto tecnológico de domesticação do cavalo, roda e carruagem na China Central, que também deles adotou a terminologia idiomática.

### Múmias do Tarim
A mais antiga das múmias do Tarim, corpos preservados pelas condições do deserto, data de 2.000 a.C. e foi encontrada na borda leste da bacia do Tarim. As múmias foram descritas como sendo "caucasoides" e "mongoloides", e também são observados indivíduos mestiços. Um estudo genético dos restos mortais da camada mais antiga do Cemitério de Xiaohe descobriu que as linhagens maternas eram uma mistura de tipos da Eurásia oriental e ocidental, enquanto todas as linhagens paternas eram de tipo da Eurásia ocidental. Não se sabe se eles estão relacionados com os afrescos pintados mais de dois milênios mais tarde em locais tocarianos, que também retratam olhos e cabelos claros.
As múmias foram encontradas com tapeçarias xadrez que são notavelmente semelhantes ao padrão de tecelagem do estilo "tartan" da cultura Hallstatt da Europa central, associada aos celtas; descobriu-se que a lã usada nas tapeçarias provinha de ovelhas de ascendência europeia.
Um estudo genético de 2021 demonstrou que as múmias de Tarim não tinham relação com as populações de Afanasievo e, em vez disso, eram um isolado genético descendente principalmente dos antigos euroasiáticos do Norte.

### Migrações posteriores
Mais tarde, grupos de pastores nômades mudaram-se das estepes para as pastagens ao norte e nordeste do Tarim. Eles foram os ancestrais de povos mais tarde conhecidos pelos autores chineses como wusun e yuezhi. Pensa-se que pelo menos alguns deles falavam línguas iranianas, mas uma minoria de estudiosos sugere que os yuezhi eram falantes do tocariano.
Durante o I milênio a.C, uma nova onda de imigrantes, os sacas que falam línguas iranianas, chegou do oeste e se estabeleceu ao longo da margem sul do Tarim. Acredita-se que eles sejam a fonte dos empréstimos iranianos nas línguas tocarianas, particularmente relacionadas ao comércio e à guerra. A cultura de Subeshi é candidata aos predecessores dos tocarianos na Idade do Ferro.

## Religião

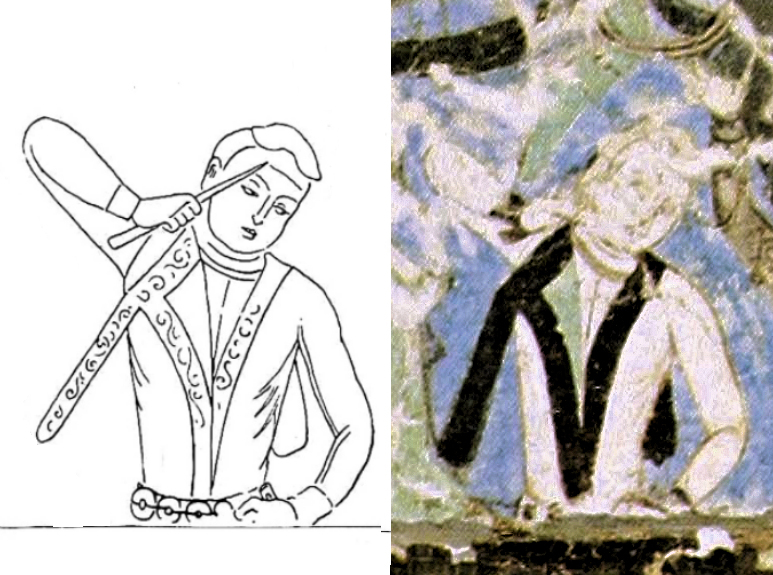
Príncipe tocariano de luto pela Cremação do Buda, num mural da Caverna Maya (224) em Kizil. Ele está cortando a testa com uma faca, prática de automutilação também conhecida entre os citas.

A maioria das inscrições tocarianas são baseadas em textos monásticos budistas, o que sugere que os tocarianos abraçaram amplamente o budismo. As crenças pré-budistas dos tocarianos são em grande parte desconhecidas, mas várias deusas chinesas são semelhantes às reconstruídas deusas protoindo-europeias do sol e do amanhecer, o que implica que os chineses teriam sido influenciados pelas crenças pré-budistas dos tocarianos quando eles viajaram em rotas comerciais localizadas em territórios tocarianos. Todos os manuscritos de Cuchana são budistas, com nenhum possuindo traços claros da religião anterior, mas designações como a de "deus" (tocariano A: ñkät; tocariano B: ñakte) indicam o estrato pré-budista da religião com raízes provavelmente indo-europeias. O tocariano B tem um substantivo swāñco derivado do nome da deusa do sol protoindo-europeia, enquanto o tocariano A tem koṃ, um empréstimo etimologicamente conectado à deusa turca do sol Gun Ana. Além disso, eles também poderiam ter adorado uma divindade lunar (meñ-) e uma terrestre (keṃ-).
Um relicário de Cucha (atualmente no Museu Nacional de Tóquio, TC557), datado do século VI ou VII, mostra tocarianos dançando com máscaras animais, acompanhados por músicos com instrumentos como tambores; isso poderia indicar a representação de um ritual pré-budista que foi preservado e absorvido pela prática budista.

Os tocarianos, junto aos iranianos sogdianos, tiveram grande contribuição na difusão do budismo por terem introduzido as primeiras traduções em chinês de textos e conceitos budistas, a partir do século II. O primeiro ensino budista na China foi atribuído pelos nativos a um oficial do Império Cuchana no ano 2 a.C.

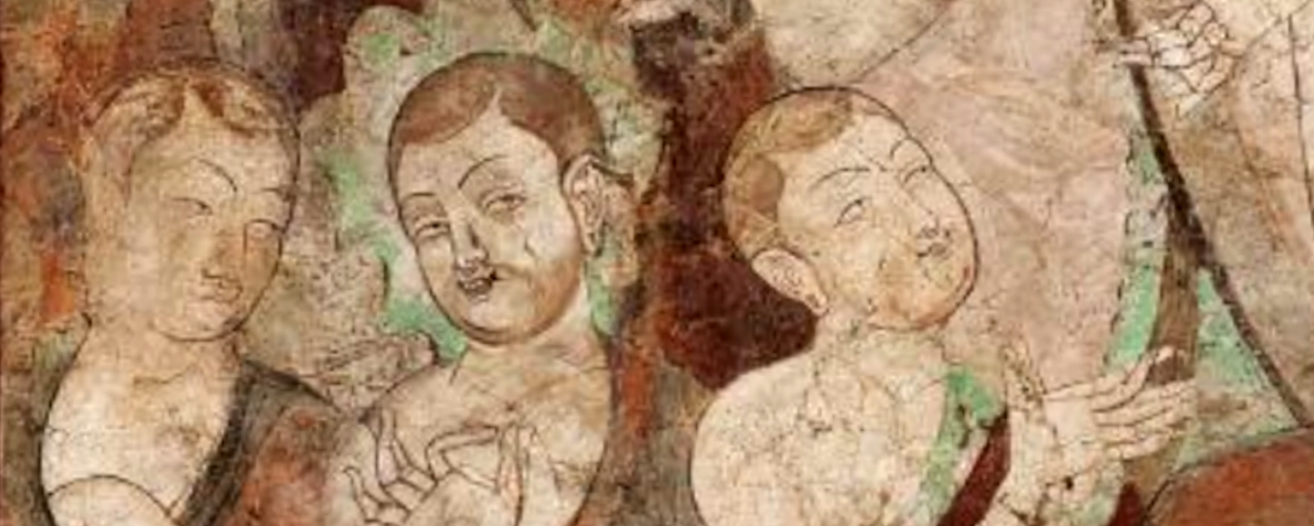
Monges da Caverna dos Pintores, c. ano 500, Grutas de Kizil.

Os murais encontrados na Bacia do Tarim, especialmente os das Grutas de Kizil, retratam principalmente histórias dos Játacas, avadanas e lendas do Buda, e são uma representação artística na tradição da escola Hinaiana dos sarvastivadas. Quando o monge chinês Xuanzang visitou Cucha em 630 d.C., recebeu os favores do rei tocariano Suvarnadeva, filho e sucessor de Suvarnapushpa, a quem descreveu como um crente do budismo hinaiana. No relato de sua viagem a Cucha (屈支国) ele afirmou que "Existem cerca de cem conventos (saṅghārāmas) neste país, com cinco mil ou mais discípulos. Estes pertencem ao Pequeno Veículo da escola dos Sarvāstivādas (zhuyiqieyoubu). Sua doutrina (ensino dos Sutras) e suas regras de disciplina (princípios do Vinaia) são como as da Índia, e aqueles que os leem usam os mesmos (originais)."

## Estados-oásis

Principais cidades-estado em oásis da antiga Bacia do Tarim

O primeiro registro dos Estados-oásis é encontrado nas histórias chinesas. O Livro de Han lista 36 pequenos estados na bacia do Tarim nos últimos dois séculos a.C. Esses oásis serviram como pontos de passagem nas rotas comerciais que faziam parte da Rota da Seda, passando ao longo das bordas norte e sul do deserto de Taclamacã.
Os maiores foram Cucha, com 81.000 habitantes, e Agni (Yanqi ou Karashar), com 32.000. O próximo foi o Reino Loulan (Krorän), mencionado pela primeira vez em 126 a.C. As histórias chinesas não fornecem evidências de mudanças étnicas nessas cidades entre aquela época e o período dos manuscritos tocarianos desses locais. Situadas nas margens norte e sul do Tarim, estas pequenas sociedades urbanas foram ofuscadas por povos nômades a norte e por impérios chineses a leste. Elas se tornaram objeto de rivalidade entre os chineses e os Xiongnu. Concediam relações tributárias com as potências maiores quando necessário e agiam de forma independente quando podiam.

### Impérios Xiongnu e Han
Em 177 a.C., os xiongnu expulsaram os iuechis do oeste de Gansu, fazendo com que a maioria deles fugisse para o oeste, para o Vale do Ili e depois para a Báctria. Os xiongnu então sobrepujaram os pequenos estados de Tarim, que se tornaram uma parte vital de seu império. A dinastia chinesa Han estava determinada a enfraquecer os seus inimigos xiongnu, privando-os desta área. Isto foi conseguido numa série de campanhas iniciadas em 108 a.C. e culminando com o estabelecimento do Protetorado das Regiões Ocidentais em 60 a.C. sob Zheng Ji. O governo han usou uma série de táticas, incluindo conspirações para assassinar governantes locais, ataques diretos a alguns estados (por exemplo, Cucha em 65 a.C.) para intimidar o resto, e o massacre de toda a população de Luntai (80 km a leste de Cucha) quando resistiram.
Durante a dinastia Han Posterior (25-220), toda a Bacia do Tarim tornou-se novamente um foco de rivalidade entre os xiong-nu ao norte e os chineses ao leste. Em 74 d.C., as tropas chinesas começaram a tomar o controle da Bacia do Tarim com a conquista de Turfã. Durante o século I d.C., Cucha resistiu à invasão chinesa, e aliou-se aos xiong-nu e aos iuechis contra o general chinês Ban Chao. Até mesmo o Império Cuchana de Cujula Cadefises enviou um exército para a Bacia do Tarim para apoiar Cucha, mas eles recuaram após pequenos encontros.
Em 124, Cucha submeteu-se formalmente à corte chinesa e, em 127, a China conquistou toda a Bacia do Tarim. O controle da Rota da Seda pela China facilitou o intercâmbio de arte e a propagação do budismo na Ásia Central. Sabe-se que o romano Maes Titianus visitou a área no século II, assim como vários grandes missionários budistas, como o parta An Shigao, os iuechis Lokaksema e Zhi Qian, ou o indiano Chu Sho-fu (竺朔佛). Os han controlaram os estados de Tarim até a sua retirada final no ano 150.

#### Império Cuchana (século II)

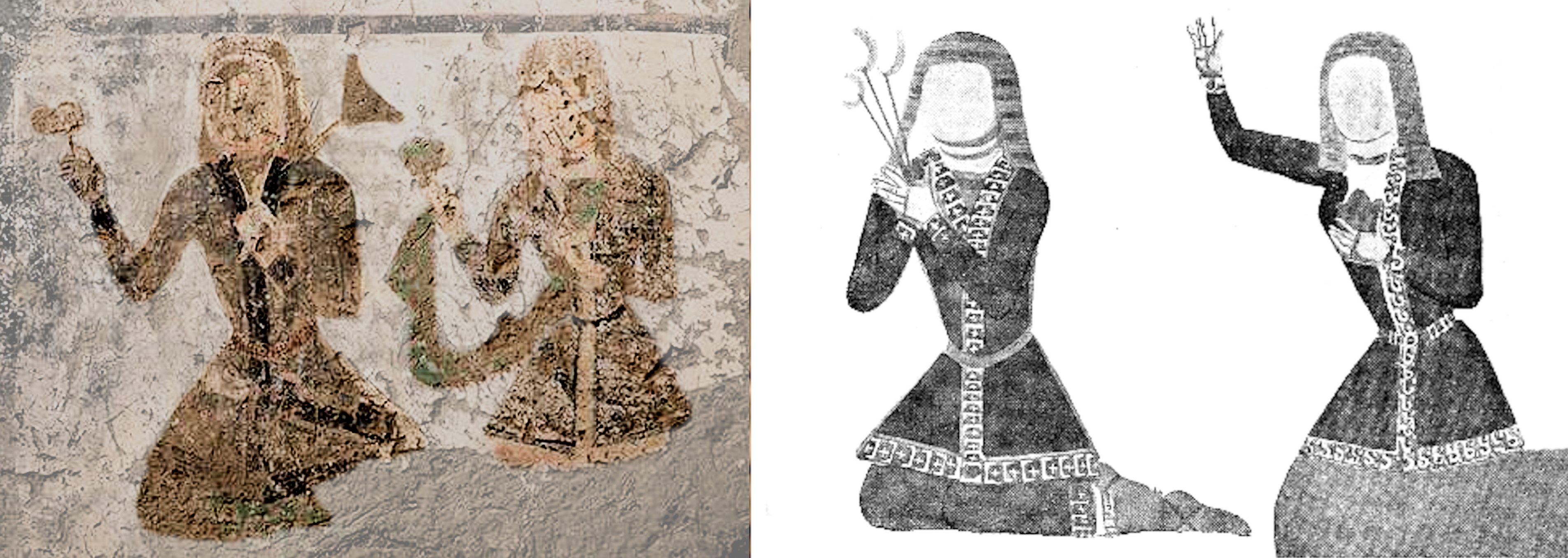
Devotos tocarianos ajoelhados por volta do ano 300, nas pinturas da Caverna dos Hipocampos (Gruta 118), Grutas de Kizil.

O Império Cuchana expandiu-se para o Tarim durante o século II d.C., trazendo budismo, a arte cuchana, o sânscrito como língua litúrgica e o prácrito como língua administrativa (nos estados do sul do Tarim). Com essas línguas índicas vieram as escritas, incluindo a escrita brami (mais tarde adaptada para escrever o tocariano) e a escrita caroste.
A partir do século III, Cucha tornou-se um centro de estudos budistas. Os textos budistas foram traduzidos para o chinês por monges cucheanos, o mais famoso dos quais foi Kumārajīva (344–412/5). Capturado por Lü Guang do Liang Posterior em um ataque a Cucha em 384, Kumārajīva aprendeu chinês durante seus anos de cativeiro em Gansu. Em 401, ele foi levado para Chang'an, capital do Qin Posterior, onde permaneceu como chefe de um escritório de tradução até sua morte em 413.
As Grutas de Kizil ficam 65 km a oeste de Cucha, e contém mais de 236 templos budistas. Seus murais datam dos séculos III a VIII. Muitos destes murais foram removidos por Albert von Le Coq e outros arqueólogos europeus no início do século XX, e são agora mantidos em museus europeus, mas outros permanecem nos seus locais originais.
Um clima cada vez mais seco nos séculos IV e V levaram ao abandono de várias cidades do sul, incluindo Niya e Krorän, com a consequente mudança do comércio da rota do sul para a do norte. As confederações de tribos nômades também começaram a disputar a supremacia. Os Estados-oásis do norte foram conquistados pelos rouran no final do século V, deixando os líderes locais no lugar. A área próxima de Gaochang e o Reino Jushi foram governados alternativamente como uma prefeitura chinesa, assumida pelo Liang do Norte em 442 d.C., conquistada pelo Canato Rouran em 460 e conquistada pelos turcos gaoju em 488.

### Florescimento dos Estados-oásis

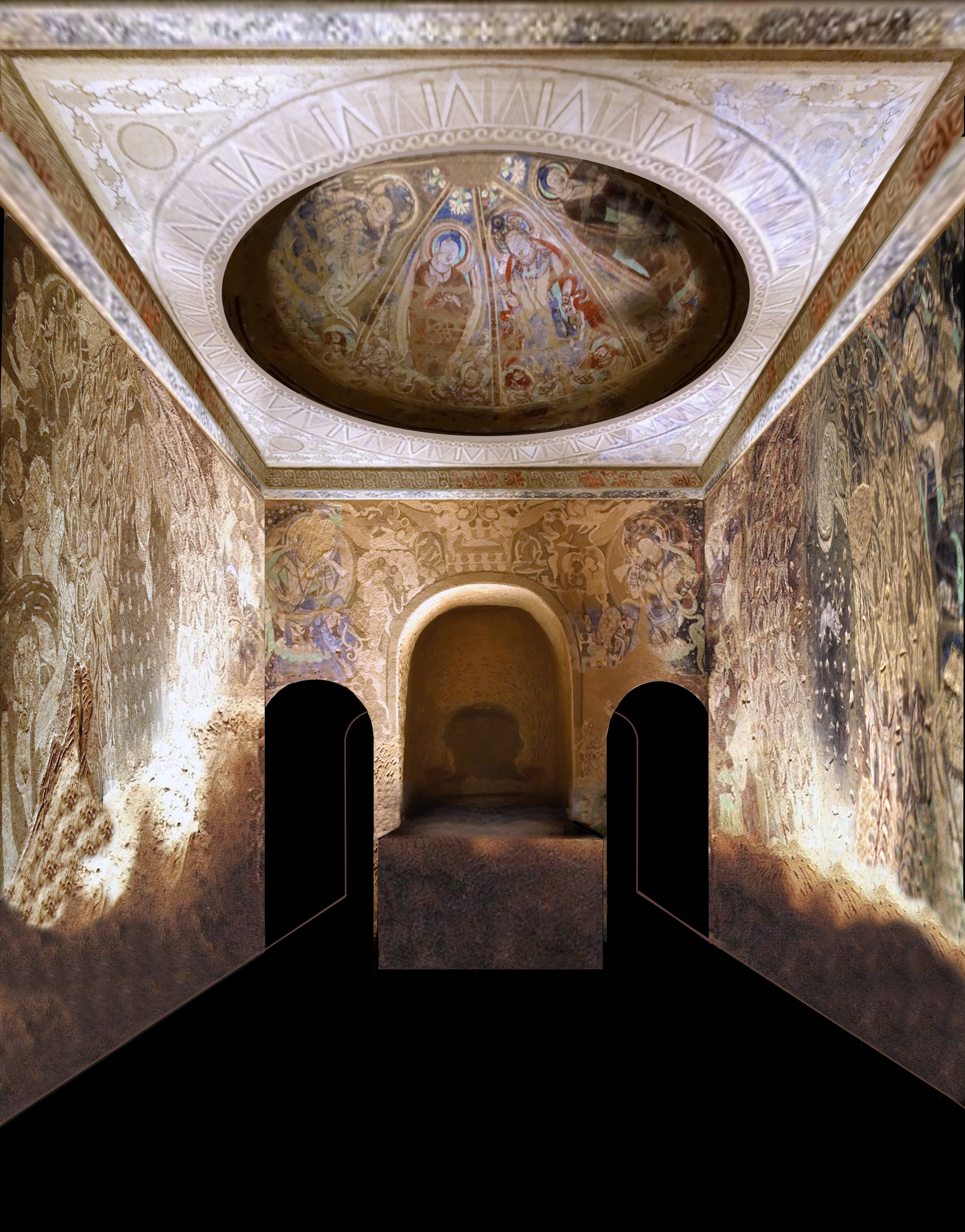
A Caverna com as Pombas Portadoras de Anéis (caverna 123), budista, nas Grutas de Kizil perto de Cucha, construída por volta de 430-530.

Cucha, a maior das cidades oásis, era governada por famílias reais, às vezes de forma autônoma e às vezes como vassalos de potências externas. Os chineses nomearam esses reis cucheanos adicionando o prefixo Bai (白), que significa "Branco", provavelmente apontando para a pele clara dos cucheanos. O governo incluía cerca de 30 cargos nomeados abaixo do rei, com todos os títulos de classificação mais alta ocorrendo em pares de esquerda e direita. Outros estados tinham estruturas semelhantes, embora em menor escala. O Livro de Jin diz sobre a cidade:
Eles têm uma cidade murada e subúrbios. As paredes são triplas. Dentro estão templos budistas e estupas que somam mil. As pessoas estão envolvidas na agricultura e na pecuária. Os homens e mulheres cortam os cabelos e os usam no pescoço. O palácio do príncipe é grandioso e imponente, brilhando como a morada dos deuses.
―Livro de Jin, capítulo 97
Os habitantes cultivavam milho vermelho, trigo, arroz, legumes, cânhamo, uvas e romãs, e criavam cavalos, gado, ovelhas e camelos.
Eles também extraíam uma grande variedade de metais e minerais das montanhas circundantes. O artesanato incluía artigos de couro, feltros finos e tapetes.
Nas Grutas de Kizil aparecem retratos de famílias reais, compostas pelo Rei, pela Rainha e pelo jovem Príncipe. Eles são acompanhados por monges e homens de cafetã. De acordo com o historiador de arte Benjamin Rowland, esses retratos mostram "que os tocarianos eram europeus e não mongóis na aparência, com pele clara, olhos azuis e cabelos loiros ou avermelhados, e os trajes dos cavaleiros e suas damas têm sugestões assustadoras do era cavalheiresca do Ocidente".
Sabe-se que o embaixador de Cucha visitou a corte chinesa do imperador Yuan de Liang em sua capital, Jingzhou, em 516-520, na mesma época ou próxima à estadia das embaixadas heftalitas lá. Um embaixador de Cucha é ilustrado nos Retratos de Oferendas Periódicas de Liang, pintados em 526-539, dos quais uma cópia song do século XI permaneceu.

#### Conquista heftalita (cerca de 480-550)

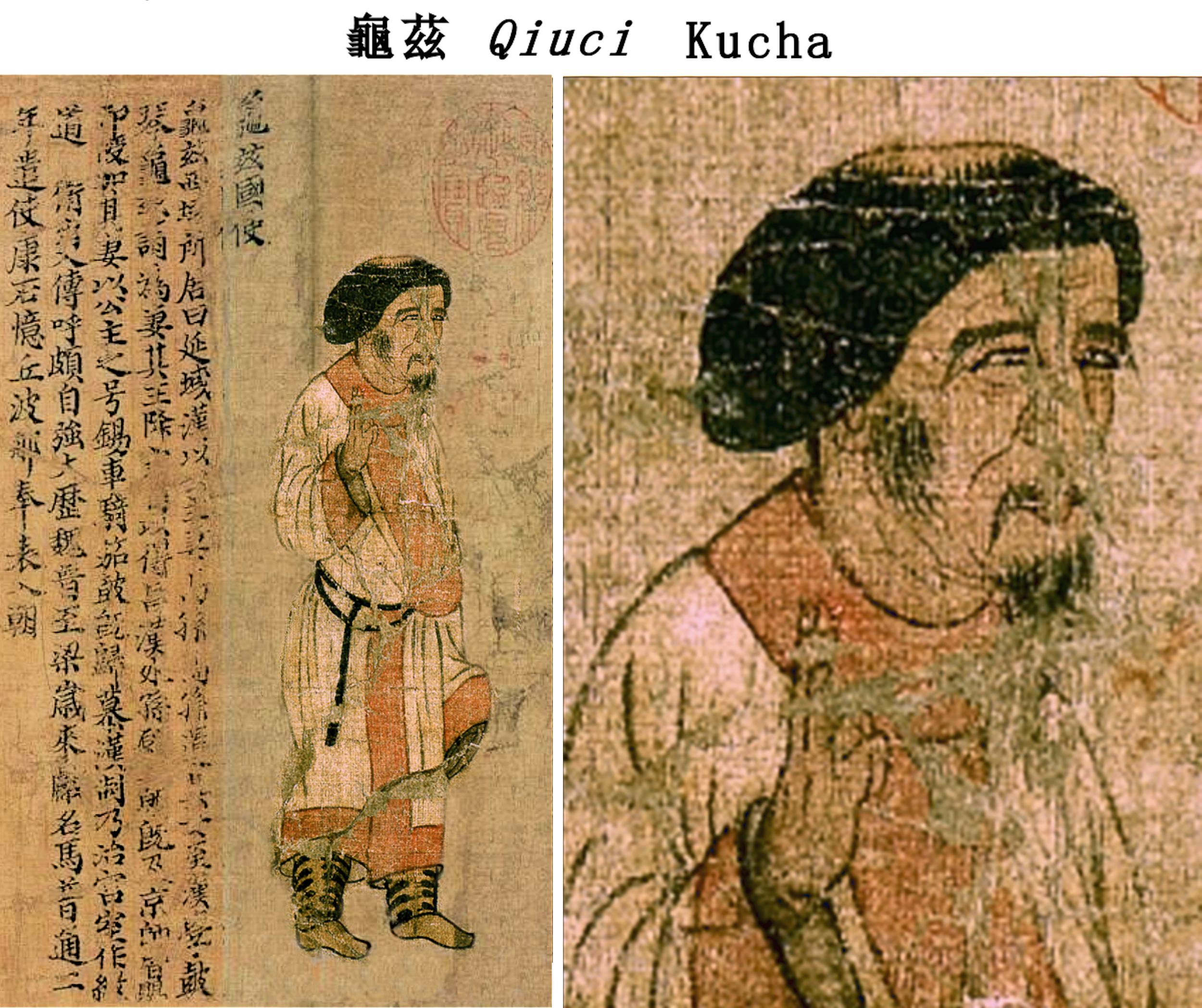
Embaixador de Cucha (龜茲國Qiuci-guo), uma das principais cidades tocarianas, visitando a corte chinesa de Liang do Sul em Jingzhou por volta de 516–520, na época do domínio heftalita sobre a região, com texto explicativo. Retratos de Oferendas Periódicas de Liang, cópia song do século XI.

No final do século V, os heftalitas, com base no Tocaristão (Báctria), expandiram-se para leste através das Montanhas do Pamir, que são comparativamente fáceis de atravessar, tal como fizeram os cuchanos antes deles, devido à presença de planaltos convenientes entre picos altos. Eles ocuparam a bacia ocidental do Tarim (Caxegar e Cotã), assumindo o controle da área dos ruanruans, que vinham coletando pesados tributos das cidades-oásis, mas agora estavam enfraquecendo sob os assaltos da dinastia chinesa Wei. Em 479 tomaram o extremo leste da Bacia do Tarim, em torno da região de Turfã. Em 497-509, eles avançaram ao norte de Turfã, até a região de Urumchi. Nos primeiros anos do século VI, eles enviavam embaixadas dos seus domínios na Bacia do Tarim para a dinastia Wei. Os heftalitas continuaram a ocupar a Bacia do Tarim até o fim do seu Império, por volta de 560.
À medida que os territórios governados pelos heftalitas se expandiram para a Ásia Central e para a Bacia do Tarim, a arte dos heftalitas, com roupas e penteados característicos, também passou a ser utilizada nas áreas que governavam, como Sogdiana, Bamiã ou Cucha na Bacia do Tarim (Grutas de Kizil, Grutas de Kumtura, relicário de Subashi). Nessas áreas aparecem dignitários com cafetãs com gola triangular no lado direito, coroas com três crescentes, algumas coroas aladas e um penteado único. Outro marcador é o sistema de suspensão de dois pontos para espadas, que parece ter sido uma inovação dos heftalitas e foi introduzido por eles nos territórios que controlavam. As pinturas da região de Cucha, particularmente os espadachins nas Grutas de Kizil, parecem ter sido feitas durante o domínio heftalita na região, por volta de 480–550. A influência da arte de Gandara em algumas das primeiras pinturas das Grutas de Kizil, datadas de cerca de 500 d.C., é considerada uma consequência da unificação política da área entre Báctria e Cucha sob os heftalitas.

#### Suserania dos goturcos (560)

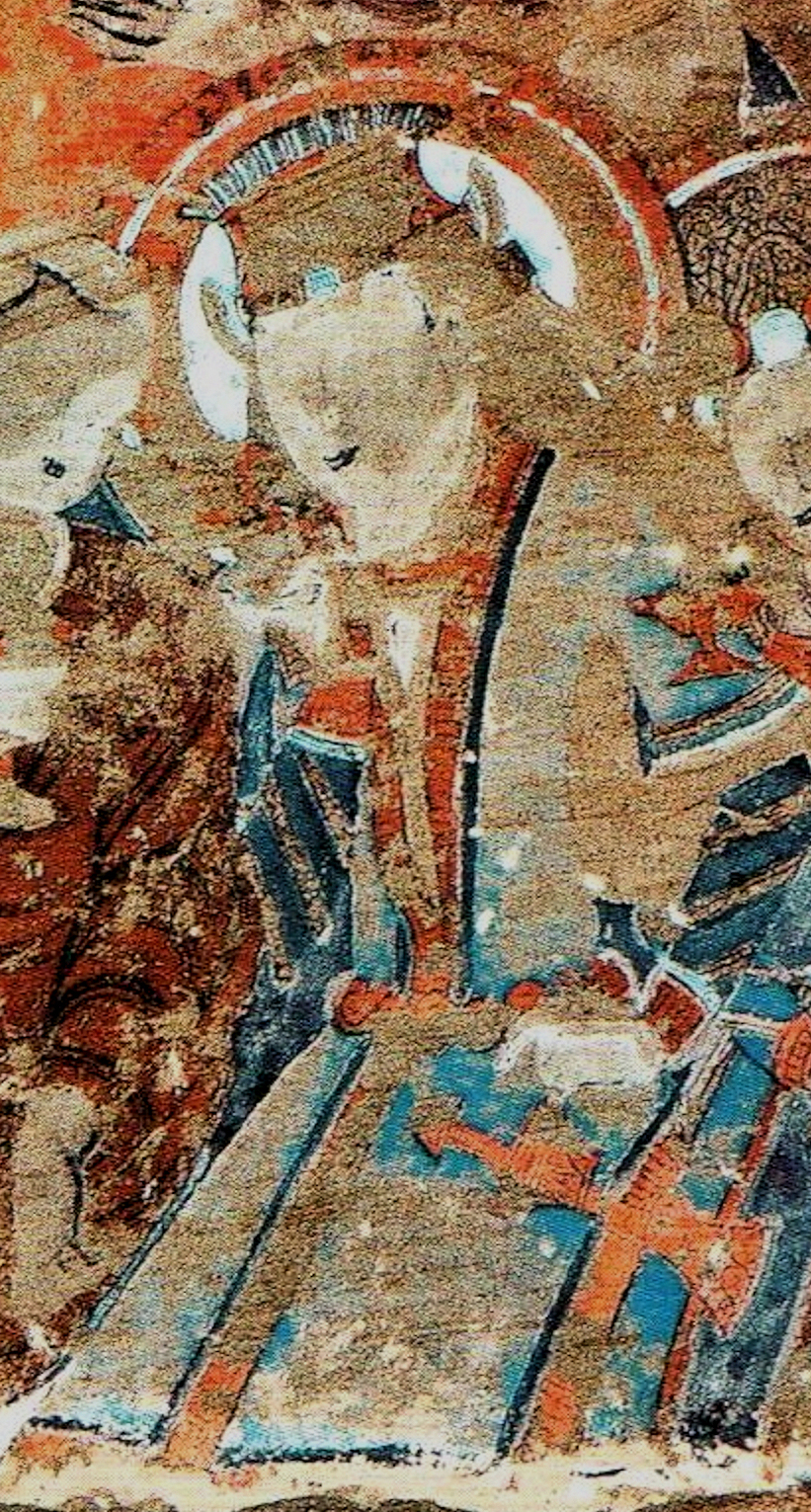
O rei Suvarnapushpa de Kucha é historicamente conhecido e governou de 600 a 625. Caverna 69, Grutas de Kizil.

Os primeiros turcos do Primeiro Grão-Canato Túrquico assumiram então o controle das áreas de Turfã e Cucha por volta de 560, e, em aliança com o Império Sassânida, tornaram-se fundamentais na queda do Império Heftalita.
Os turcos então se dividiram em grão-canatos Ocidental e Oriental por volta de 580. As famílias reais tocarianas continuaram a governar Cucha, como vassalos dos turcos ocidentais, a quem forneciam tributos e tropas. Muitos textos sobreviventes em tocariano datam desse período e tratam de uma ampla variedade de tópicos administrativos, religiosos e cotidianos. Incluem também passes de viagem, pequenas tiras de madeira de álamo que indicam o tamanho das caravanas permitidas para os funcionários na próxima estação ao longo da estrada.

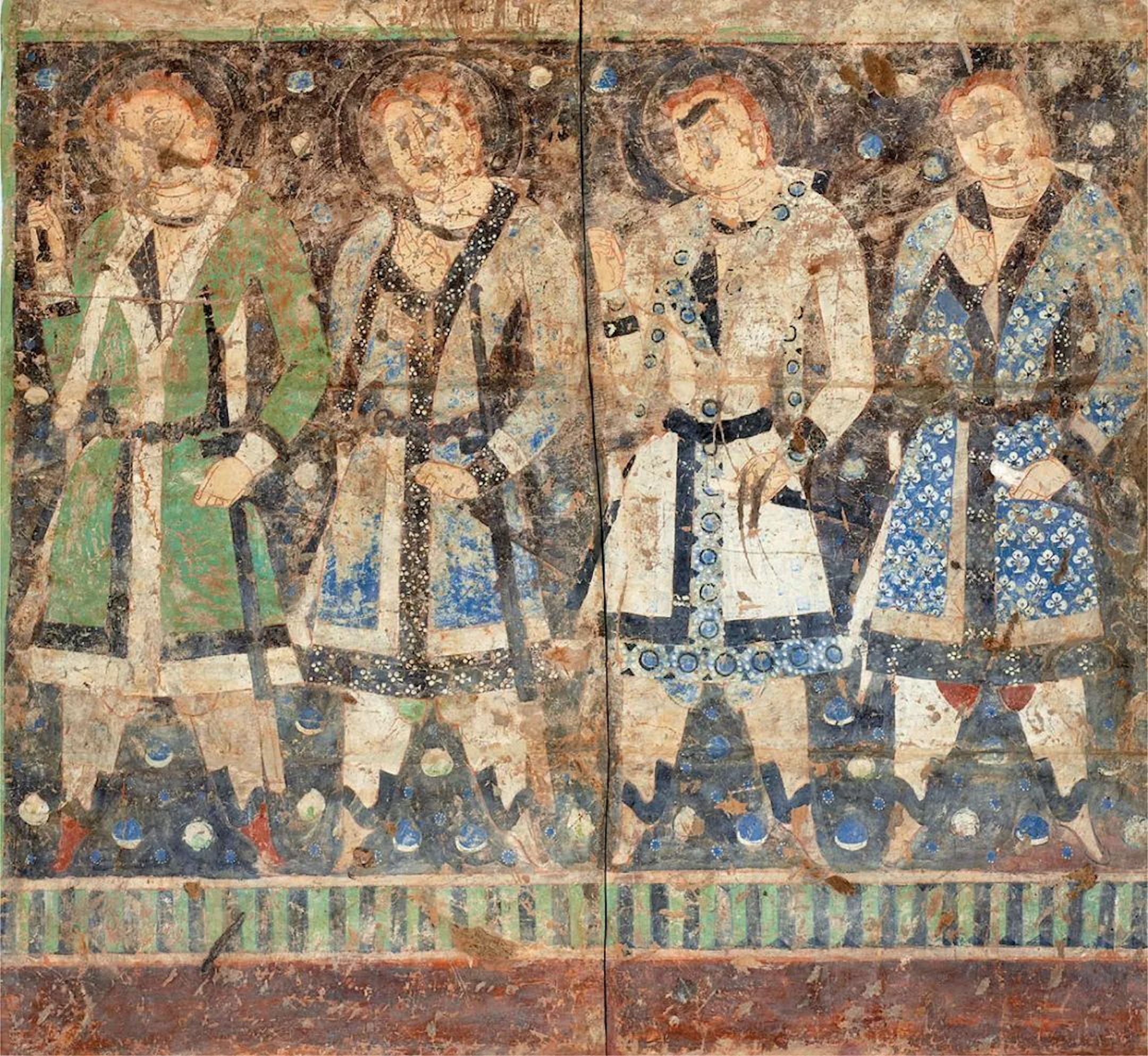
Cavaleiros tocarianos, da Gruta dos Dezesseis Espadachins (Gruta 16 de Kizil). Cerca do ano 600

Em 618, o rei Suvarnapushpa de Cucha enviou uma embaixada à corte da dinastia Tang reconhecendo o vassalo.
O monge chinês Xuanzang em 630 visitou as cidades da Bacia do Tarim e descreveu em muitos detalhes as características de Cucha (屈支国, em 大唐西域记, "Relato da Dinastia Tang das Regiões Ocidentais"):
- "O estilo de escrita é indiano, com algumas diferenças""Eles se vestem com roupas ornamentais de seda e bordados. Cortam os cabelos e usam uma cobertura esvoaçante (sobre a cabeça)"
- "O rei é da raça cucheana"[103]
- "Existem cerca de cem conventos (saṅghārāmas) neste país, com cinco mil ou mais discípulos. Estes pertencem ao Pequeno Veículo da escola dos Sarvāstivādas (Shwo-yih-tsai-yu-po). Sua doutrina (ensino dos Sutras) e suas regras de disciplina (princípios do Vinaia) são como as da Índia, e aqueles que os leem usam os mesmos (originais).""Cerca de 40 li ao norte desta cidade deserta existem dois conventos próximos um do outro na encosta de uma montanha".[56]

### Conquista Tang e consequências
No século VII, o imperador Taizong da China Tang, tendo vencido os turcos orientais, enviou seus exércitos para o oeste para atacar os turcos ocidentais e os Estados-oásis. O primeiro oásis a cair foi Turfã, que foi capturado em 630 e anexado como parte da China.

Campanha do imperador Taizong contra os Estados-oásis

Próximo a oeste ficava a cidade de Agni, que era tributária dos Tang desde 632. Alarmada com os exércitos chineses próximos, Agni parou de enviar tributos à China e formou uma aliança com os turcos ocidentais. Eles foram auxiliados por Cucha, que também parou de enviar homenagens. Os Tang capturaram Agni em 644, derrotando uma força de socorro turca ocidental, e fizeram o rei de Kucha Suvarnadeva (chinês: 蘇伐疊 Sufadie) retomar o tributo. Quando esse rei foi deposto por um parente chamado Haripushpa (chinês: 訶黎布失畢 Helibushibi) em 648, os Tang enviaram um exército sob o comando do general turco Ashina She'er para instalar um membro complacente da família real local, um irmão mais novo de Haripushpa. Ashina She'er continuou a capturar Kucha e fez dela o quartel-general do Protetorado Geral Tang para Pacificar o Ocidente. As forças cucheanas recapturaram a cidade e mataram o protetor-geral, Guo Xiaoke, mas coube novamente a Ashina She'er, que executou 11.000 habitantes em represália pelo assassinato de Guo. Também foi registrado sobre outras cidades que "ele destruiu cinco grandes cidades e com elas muitas miríades de homens e mulheres... as terras do oeste foram tomadas pelo terror". As cidades tocarianas nunca se recuperaram da conquista Tang.
Os Tang perderam a bacia do Tarim para o Império Tibetano em 670, mas a recuperaram em 692 e continuaram a governar lá até ser recapturada pelos tibetanos em 792. A família governante Bai de Cucha foi mencionada pela última vez em fontes chinesas em 787. Há pouca menção à região nas fontes chinesas dos séculos IX e X.
O Grão-Canato Uigur assumiu o controle do norte de Tarim em 803. Depois que sua capital na Mongólia foi saqueada pelos quirguizes do Ienissei em 840, eles estabeleceram um novo estado, o Reino de Qocho com capital em Gaochang (perto de Turfan) em 866. Ao longo de séculos de contatos e casamentos mistos, as culturas e populações dos governantes pastoris e dos seus súbditos agrícolas misturaram-se. Os uigures modernos são o resultado da mistura entre os tocarianos e os uigures do Orcom do século VIII. Muitos uigures se converteram ao budismo tocariano ou ao cristianismo nestoriano, e adotaram o estilo de vida agrícola e muitos dos costumes dos moradores do oásis. A língua tocariana desapareceu gradualmente à medida que a população urbana mudou para a língua uigur antiga.

### Epigrafia
A maioria dos textos conhecidos dos tocarianos são religiosos, exceto um poema de amor conhecido em tocariano B (manuscrito B-496, encontrado em Kizil).
Muitos dos escritos são traduções de adaptações de originais sânscritos ou prácritos. Mas há também obras seculares, como textos gramaticais, medicinais, comerciais e epistolares preservados. O drama budista recebia particular predileção pelos tocarianos e a literatura tocariana apresenta inovações aqui, por exemplo no conto do Pintor e a Dama Mecânica, em que se descreve de forma original com detalhes uma mulher mecânica de madeira pela qual o pintor se apaixona; as convenções sobre um amor proibido; e a ilusão em um truque em que o pintor se retrata enforcado. As evidências sugerem que os tocarianos adicionavam elementos folclorísticos e seus escritos serviam de intermediário na transmissão entre Índia e a China, podendo ter influído na introdução do estilo prosimétrico na literatura chinesa.
| Tradução | Transliteração | Inscrição (Escrita tocariana) |
| --- | --- | ----------------------------- |
| II. ... por mil anos entretanto, Tu contarás a história Tua (...) eu anuncio, Até então não havia ser humano mais querido para mim do que ti; da mesma forma, daqui em diante não haverá ninguém mais querida a mim do que ti. Amor por ti, afeição por ti—sopro de tudo que é vida—e eles não virão a terminar enquanto durar a vida. III. Assim sempre pensei: "Viverei bem, toda a minha vida, com uma só amada/senhora: sem força, sem engano". O deus Carma somente conhecia este meu pensamento; então ele provocou contenda; ele arrancou meu coração de ti; Ele te levou para longe; despedaçou-me; me fez participar de todas as tristezas e tirou o consolo que tu foste. ... minha vida, espírito e coração, dia a dia... | II. (...) Yaltse pikwala (...) watäṃ weṃt no Mā ñi cisa noṣ śomo ñem wnolme lāre tāka mā ra postaṃ cisa lāre mäsketär-ñ. Ciṣṣe laraumñe ciṣṣe ārtañye pelke kalttarr śolämpa ṣṣe mā te stālle śol-wärñai. III. Taiysu pälskanoym sanai ṣaryompa śāyau karttse-śaulu-wärñai snai tserekwa snai nāte. Yāmor-ñīkte ṣe cau ñi palskāne śarsa tusa ysaly ersate ciṣy araś ñi sälkāte, Wāya ci lauke tsyāra ñiś wetke klyautka-ñ pāke po läklentas ciṣe tsārwo, sampāte. (...) Śaul palsk araśñi, kom kom |                               |

## Governantes conhecidos
Os nomes dos governantes de Cucha são conhecidos principalmente por fontes chinesas:
- Hong (洪, 弘), por volta do ano 16
- Chengde (丞德), c. 36
- Zeluo (则罗), c. 46
- Shen Du (身毒), c. 50
- Bin (宾), c. 72
- Jian (建), c. 73
- Youliduo 尤利多, c. 76
- Bai Ba (白霸), c. 91
- Bai Ying (白英), c. 110-127
- Bai Shan (白山), c. 280
- Long Hui (龙会), c. 326

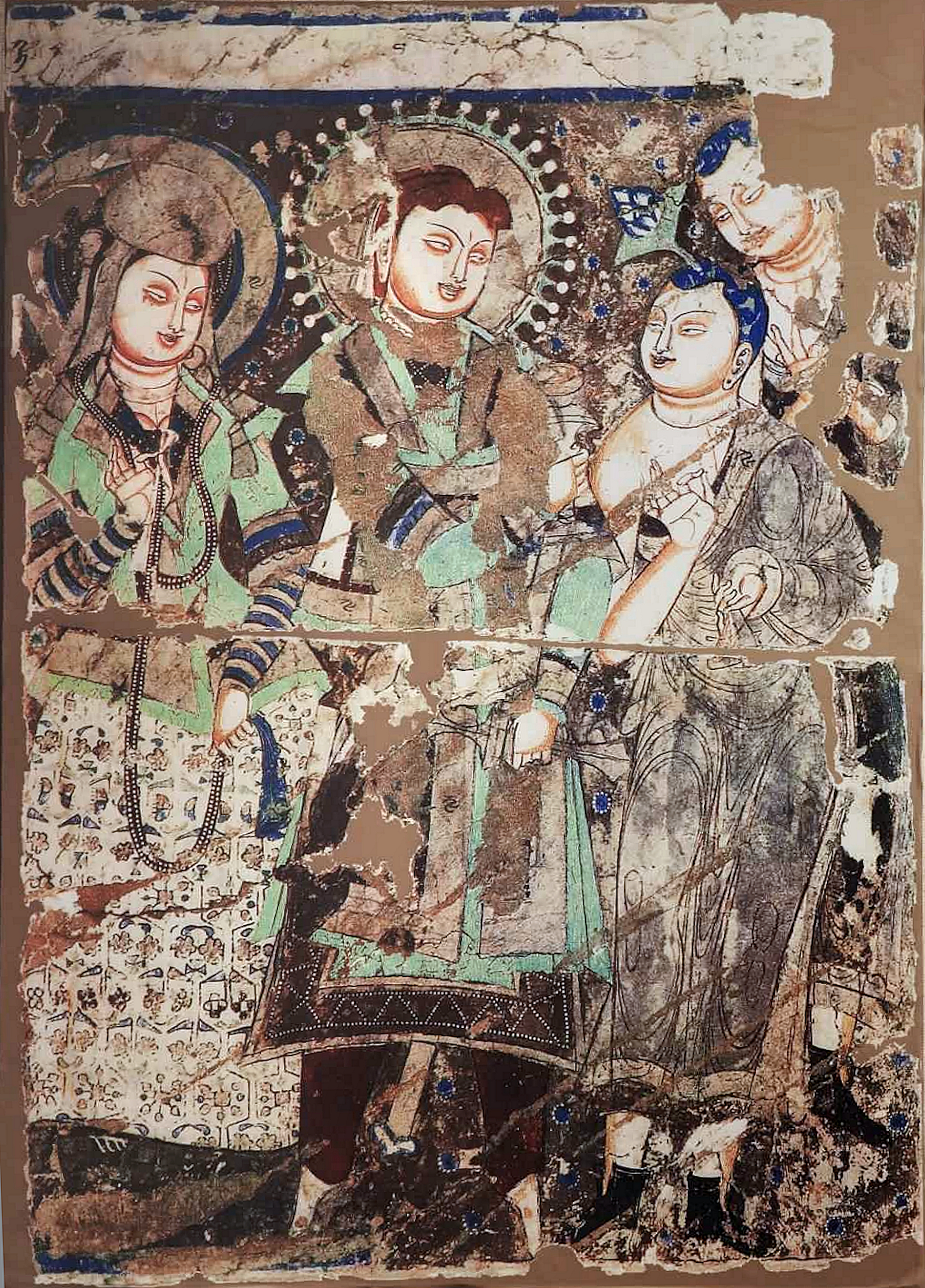
Príncipe Tottika, Gruta 205 de Kizil.

- Bai Chun (白纯), governou por volta de 383
- Bai Zhen (白震), governou por volta de 383
- Niruimo Zhunashen (尼瑞摩珠那胜), governou por volta de 520
- Tottika (governou em Cucha no final do século VI), chinês: 托提卡 Tuotika
- Bai Sunidie (白苏尼咥), c. 562
- Suvarnapuspa (governou em Cucha, 600-625), chinês: 白苏伐勃𫘝 Bai Sufaboshi
- Suvarnadeva (governou em Kucha antes de 647), chinês: 白蘇伐疊 Bai Sufadie
- Haripushpa (governou em Cucha a partir de 647), chinês: 白訶黎布失畢 Bai Helibushibi
- Bai Yehu (白叶护) 648
- Bai Helibushibi (白诃黎布失毕) 650
- Bai Suji (白素稽) 659
- Yan Tiandie 678
- Bai Mobi (白莫苾) 708
- Bai Jijie (白孝节) 719
- Bai Huan (白环), governou de 731 a 789, último governante a ser mencionado por fontes chinesas.